# David Guez
David Guez (Marsiglia, 8 dicembre 1982) è un ex tennista francese.
Raggiunge il suo best ranking in singolare il 5 luglio 2010 con la 116ª posizione; mentre nel doppio divenne, il 23 aprile 2007, il 242º del ranking ATP.
In carriera in singolare, è riuscito a conquistare due tornei challenger a San Pietroburgo in Russia e ad Arad in Romania e dodici tornei del circuito futures.

## Statistiche

### Singolare

#### Vittorie (0)
| Legenda                   |
| Grande Slam (0)           |
| ATP World Tour Finals (0) |
| ATP Masters 1000 (0)      |
| ATP World Tour 500 (0)    |
| ATP World Tour 250 (0)    |
| Challengers (2)           |
| Futures (12)              |

| Numero | Data              | Torneo                                         | Superficie  | Avversario in finale   | Punteggio     |
| 1.     | 4 maggio 2004     | Morocco F3 Futures 2004, Agadir                | Terra rossa | Mehdi Tahiri           | 7–6(3), 6–4   |
| 2.     | 12 luglio 2005    | Portugal F2 Futures 2005, Lagos                | Cemento     | Marcel Granollers      | 6–2, 6–4      |
| 3.     | 5 settembre 2005  | Romania F2 Futures 2005, Bucarest              | Terra rossa | Slimane Saoudi         | 6–1, 6–2      |
| 4.     | 12 giugno 2006    | Tunisia F3 Futures 2006, Djerba                | Terra rossa | Xavier Audouy          | 6–1, 6–2      |
| 1.     | 7 agosto 2006     | St. Petersburg Challenger 2006, S. Pietroburgo | Terra rossa | Édouard Roger-Vasselin | 6–0, 6–2      |
| 5.     | 13 aprile 2006    | Great Britain F17 Futures 2006, Redbridge      | Cemento     | Andrej Golubev         | 6–4, 6–2      |
| 6.     | 21 gennaio 2008   | China F2 Futures 2008, Dong Guan               | Cemento     | Benjamin Balleret      | 6–3, 6–4      |
| 7.     | 9 marzo 2009      | France F4 Futures 2009, Lilla                  | Cemento     | Thomas Oger            | 6–4, 7–5      |
| 8.     | 11 maggio 2009    | Great Britain F7 Futures 2009, Newcastle       | Terra rossa | Sébastien de Chaunac   | 6–3, 3–6, 6–0 |
| 9.     | 22 giugno 2009    | France F9 Futures 2009, Tolone                 | Terra rossa | Valery Rudnev          | 6–4, 7–6(4)   |
| 10.    | 6 luglio 2009     | France F11 Futures 2009, Bourg-en-Bresse       | Terra rossa | Michel Meijer          | 6–1, 6–2      |
| 11.    | 14 settembre 2009 | Spain F31 Futures 2009, Móstoles               | Cemento     | Pierre Metenier        | 6–2, 6–3      |
| 12.    | 5 ottobre 2009    | France F17 Futures 2009, Nevers                | Cemento     | Andis Juška            | 7–6(4), 6–4   |
| 2.     | 4 luglio 2010     | Arad Challenger 2010, Arad                     | Terra rossa | Benoît Paire           | 6–3, 6–1      |

### Doppio

#### Vittorie (0)
| Legenda doppio            |
| Grande Slam (0)           |
| ATP World Tour Finals (0) |
| ATP Masters 1000 (0)      |
| ATP World Tour 500 (0)    |
| ATP World Tour 250 (0)    |
| Challengers (0)           |
| Futures (3)               |

| Numero | Data           | Torneo                          | Superficie  | Compagno               | Avversari in finale                         | Punteggio           |
| 1.     | 23 aprile 2006 | Italy F10 Futures 2006, Cremona | Cemento     | Jean-François Bachelot | Bogdan-Victor Leonte Rogério Dutra da Silva | 6-4, 6-3            |
| 2.     | 25 giugno 2006 | France F8 Futures 2006, Blois   | Terra rossa | Julien Jeanpierre      | Tomasz Bednarek Filip Urban                 | 6(3)–7, 6-1, 7–6(5) |
| 3.     | 8 ottobre 2006 | France F16 Futures 2006, Nevers | Cemento     | Jean-François Bachelot | Serhij Bubka Pavol Cervenak                 | 6-3, 6-4            |